# Радклиф, Джон
Джон Радклиф (Рэдклифф) (англ. John Radcliffe; 1650, Уэйкфилд — 1 ноября 1714) — английский врач, учёный и политик. Филантроп. Один из ведущих благотворителей Оксфордского университета.

## Биография
Сын адвоката. Окончил гимназию Королевы Елизаветы в Уэйкфилде, затем Университетский колледж (Оксфорд). Работал преподавателем логики (с 1671) и философии (с 1672) в Оксфордском Линкольн-колледже. В 1682 году получил степень доктора медицины и вскоре после этого переехал в Лондон.
Известный современникам, как «эскулап нашего века», имел высокую репутацию врача. Пользовался большой популярностью в конце семнадцатого века, и стал придворным врачом королевской четы Вильгельма III Оранского и Марии II.
Избирался в английский парламент (1690—1695 и 1713—1714).
Умер от апоплексии.

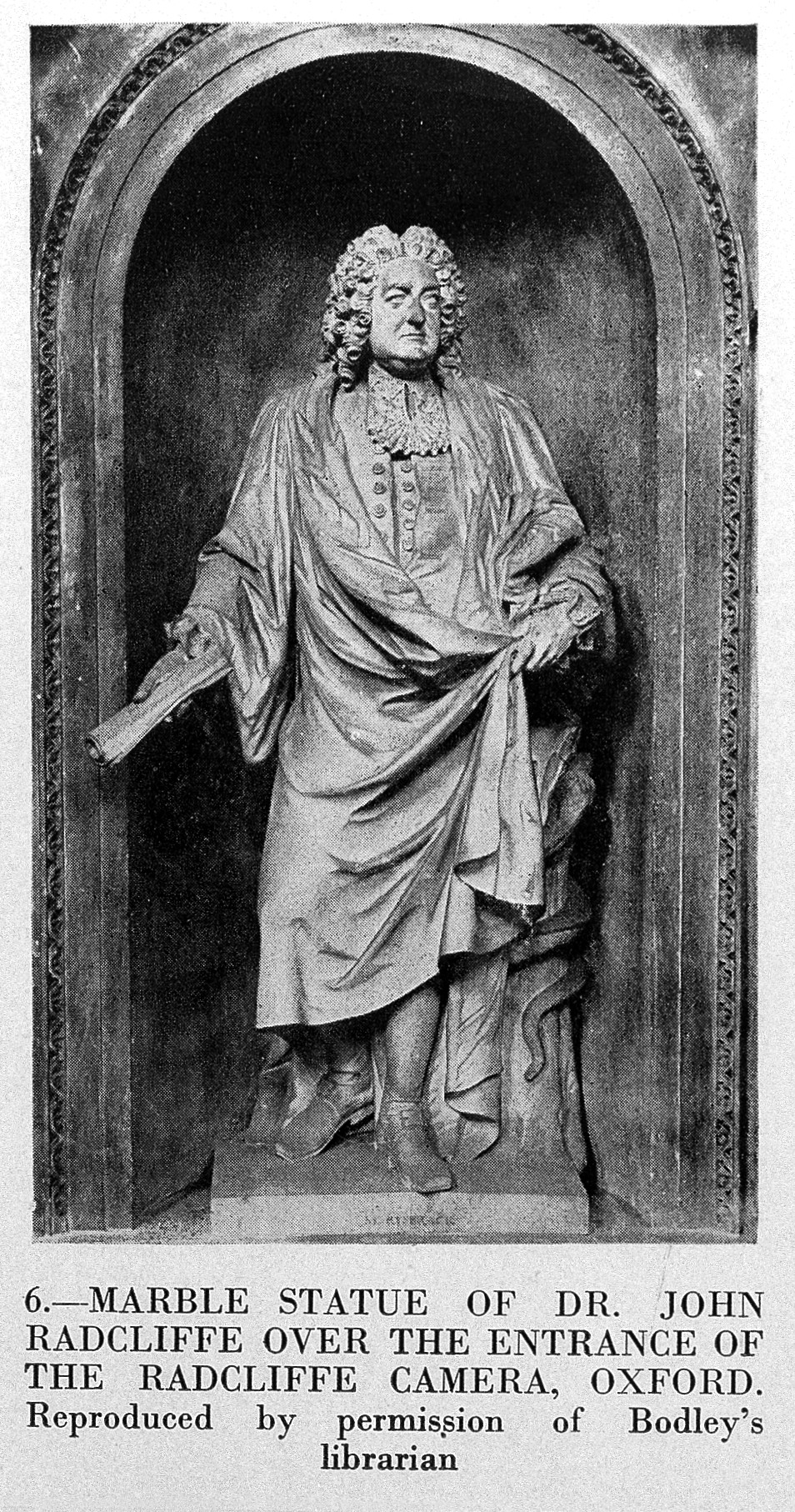
Статуя Джона Радклифа над входом в Radcliffe Camera (научную библиотеку), Оксфорд

После его смерти в 1714 году его большое имущество было завещано различным благотворительным организациям, включая Больницу Св. Варфоломея и Университетский колледж в Оксфорде. Его память увековечена в названиях двух больниц, обсерватории, двух библиотек, дороге, стипендиях для студентов-медиков и др.
Его именем названы многие объекты в Оксфорде, в том числе знаменитый круглый читальный зал под названием Radcliffe Camera, больница Radcliffe hospital, в котором впервые был применён пенициллин, двор Рэдклиффа (Radcliffe Quadrangle) в Университетском колледже и университетская обсерватория (Radcliffe Observatory).
Благотворительный фонд, учреждённый по его воле 13 сентября 1714 года, до сих пор действует как зарегистрированная благотворительная организация.

## Избранные труды
- Pharmacopoeia Radcliffeana, 1716
- Pharmacopoeiae Radcliffeanae Pars Altera, 1716
- Dr. Radcliffe’s practical dispensatory : containing a complete body of prescriptions, fitted for all diseases, internal and external, digested under proper heads, 1721

## Память
В оксфордском университете в честь Джона Радклифа названа библиотека.